# Rhododendron oblancifolium
Rhododendron oblancifolium là một loài thực vật có hoa trong họ Thạch nam. Loài này được M.Y. Fang miêu tả khoa học đầu tiên năm 1985.